# Thinodytes
Thinodytes is een geslacht van vliesvleugeligen uit de familie Pteromalidae. De wetenschappelijke naam van dit geslacht is voor het eerst geldig gepubliceerd in 1956 door Graham.

## Soorten
Het geslacht Thinodytes omvat de volgende soorten:
- Thinodytes caroticus Heydon, 1995
- Thinodytes cephalon (Walker, 1843)
- Thinodytes clypeatus (Girault, 1918)
- Thinodytes cyzicopsis Heydon, 1995
- Thinodytes cyzicus (Walker, 1839)
- Thinodytes petiolatus Heydon, 1995
- Thinodytes rhaeo (Walker, 1839)
- Thinodytes santerna Heydon, 1995